# 라라 스펜서
라라 스펜서(Lara Spencer, 1969년 6월 19일 ~ )는 미국의 언론인, 사회자, 작가이다.